# Deuces Wild
Deuces Wild, es una película de acción de 2002 fue dirigida por Scott Kalvert y escrita por Paul Kimatian y  Christopher Gambale, que también creó la historia. Está protagonizada por Stephen Dorff, Brad Renfro, James Franco, Matt Dillon y Fairuza Balk, entre otros. La película está ambientada en el Brooklyn, Nueva York de 1958.

## Argumento
León (Dorff) y Bobby (Renfro) son hermanos y miembros de "The Deuces", una pandilla callejera de Brooklyn. Desde la muerte de su otro hermano Alphonse "Allie Boy" por una sobredosis de drogas  mantienen las drogas fuera de su alcance. Esto las coloca en oposición a "The Vipers", otra banda local encabezada por Marco (Reedus), que quiere vender drogas en el barrio. En la víspera del regreso de Marco de una estadía de tres años de prisión, una guerra de bandas parece inminente. Marco planea vengarse de León, quien cree que lo delató con la policía.
Bobby se enamora de una chica nueva que se muda al barrio, Annie (Balk), la hermana menor de Jimmy "Pockets", un miembro de Vipers y distribuidor de heroína. Su atracción mutua complica la rivalidad entre pandillas. Después de una serie de peleas entre los Vipers y los Deuces, el mafioso del barrio Fritzy (Dillon) ordena a Leon y Marco dejar de pelear. León desobedece esta orden y pelea en donde Marco es asesinado junto a Jimmy "Pockets",  dejando a Bobby y Annie libre de irse a Los Ángeles. León es a su vez asesinado a tiros por uno de los hombres de Fritzy en represalia por no acatar sus órdenes.

## Elenco
- Stephen Dorff - Leon
- Brad Renfro - Bobby
- Fairuza Balk - Annie
- Norman Reedus - Marco
- Balthazar Getty - Jimmy "Pockets"
- Drea de Matteo - Betsy
- Max Perlich - Freddie
- Vincent Pastore - Father Aldo
- Frankie Muniz - Scooch
- Louis Lombardi - Philly Babe
- Nancy Cassaro - Esther
- Matt Dillon - Fritzy
- Deborah Harry - Wendy
- James Franco - Tino
- Joshua Leonard - Punchy
- Alba Albanese - Brenda
- Danny Cistone - Little Jack
- Johnny Knoxville - Vinnie Fish
- Mel Rodríguez - Big Dom
- Robert Miranda - Gino
- Shamus Murphy - Patty Cugire
- Ronnie Marmo - Moof
- Paul Sampson - Joey Pants
- Maurice Compte - Maurice
- George Georgiadis - Willie
- Jackie Tohn - Mary Ann
- George Palermo - Stevie Olives
- Steve Picerni - Jerry